# Галерия Фундана
Гале́рия Фунда́на (лат. Galeria Fundana; родилась, предположительно, около 30 года — умерла после 69 года) — древнеримская матрона из неименитого плебейского рода Галериев, наиболее известна в качестве второй супруги императора Вителлия.

## Биография
Известно, что отцом Фунданы был претор Галерий Фундан. Галерия была замужем за Авлом Вителлием, став второй супругой последнего. В их браке родилось двое детей: Вителлий Германик и Вителлия. Перед отбытием на войну с Вителлием император Отон предпринял меры для обеспечения безопасности Фунданы. После того, как Отон потерпел поражение от её супруга, Галерия выступила в защиту своего родственника, Публия Галерия Трахала, который был одним приближённых Отона, и спасла его от казни. 
По свидетельству историка Корнелия Тацита, Фундана была известна благодаря своей скромности и тем, что не участвовала ни в одном из преступлений Авла Вителлия. Однако, Дион Кассий отмечает, что она вела очень расточительный образ жизни. Во время отречения Вителлия от престола присутствовала его супруга.

## Память
Именем Галерии назван один из многочисленных кратеров астероида Веста.